# Einkreisung
Een Einkreisung is een insluiting van een bepaalde mogendheid door verschillende andere mogendheden. 
De onderlinge verbintenissen tussen Frankrijk, Engeland en Rusland werd ook wel aangeduid met de naam Triple Entente. Hierdoor werd Duitsland omsingeld door de verbonden Europese grootmachten. De Einkreisung, waar Bismarck altijd voor had gewaarschuwd, was daarmee een feit geworden.
Ook bestond er een Einkreisung van de Communistische Sovjet-Unie en China door verschillende verdragsorganisaties zoals de NAVO, de VN, de ZOAVO en de CENVO.